# Luboš Kubík
Luboš Kubík (* 20. Januar 1964 in Choceň) ist ein ehemaliger tschechischer Fußballspieler und heutiger -trainer.

## Spielerkarriere
In seiner Jugend spielte Luboš Kubík für Spartak Choceň und Spartak Hradec Králové In der Zweitligasaison 1981/82 kam er zu seinen ersten Einsätzen in der Herrenmannschaft. Anfang 1983 wurde der hoch gewachsene Abwehrspieler von Slavia Prag verpflichtet. 1988 machte Slavia eine Reise nach Deutschland, während der sich Kubík und sein Mannschaftskamerad Ivo Knoflíček zur Flucht entschlossen, was eine automatische Sperre für 18 Monate nach sich zog. Beide hatten die Aussicht auf einen Vertrag beim englischen Klub Derby County.
Kubík und Knoflíček wurde unter der Bedingung einer Rückkehr in die Tschechoslowakei angeboten, die Sperre aufzuheben, und ins Ausland wechseln zu können. In dieser delikaten Situation meldete sich der AC Florenz und bot Slavia 1,3 Millionen DM für Kubík. Der Prager Verein willigte ein, doch es gab ein zusätzliches Problem: Kubík hatte bis dahin seinen Wehrdienst noch nicht abgeleistet. Als Student bekam er vom Fußballverband den benötigten Aufschub. Allerdings stellte sich der Verteidigungsminister quer und stellte einen Einberufungsbefehl aus. Kubík musste zum zweiten Mal flüchten.
In Florenz blieb er zwei Jahre und erzielte in 50 Spielen acht Treffer, die meisten per Freistoß. Anschließend spielte er von 1991 bis 1993 beim FC Metz, dort gelangen ihm 13 Tore in 70 Partien. Im Oktober 1993 verpflichte der 1. FC Nürnberg den tschechischen Nationalspieler, für den er in 40 Spielen zwei Mal traf. 1995 kehrte der Verteidiger in die Heimat zurück, spielte zunächst für Atlantic Lázně Bohdaneč in der 3. Liga, anschließend ein Jahr lang für Petra Drnovice. Nach der für die tschechische Mannschaft erfolgreichen Europameisterschaft in England wechselte Kubík zu seinem ehemaligen Verein Slavia Prag, blieb dort allerdings nur ein halbes Jahr. Anfang 1997 ging er zurück zu Atlantic Lazně Bohdaneč, das inzwischen in die 2. Liga aufgestiegen war und verhalf der Mannschaft zum Durchmarsch in die 1. Liga. Am 26. Februar 1997 machte er sein letztes Länderspiel, beim 4:1 gegen Belarus wurde er in der 46. Minute für Marek Zúbek eingewechselt.
In der Erstligasaison 1997/98 stand Kubík nur in der ersten beiden Spielen auf dem Platz. Seine Karriere schien beendet, doch Kubík bekam ein Angebot des MLS-Klubs Chicago Fire. Dort gehörte er zu den besten Spielern der Liga, in seinem ersten Jahr wurde ihm der Titel „MLS Defender of the Year“ verliehen. 1999 gehörte er zur „MLS Best 11“. 2000 hatte er mit Verletzungen zu kämpfen und kam auf nur 13 Spiele. Anfang 2001 wurde er zu Dallas Burn transferiert, für das er aufgrund von Verletzungen nur elf Partien absolvieren konnte.

## Trainerkarriere
Nach der MLS-Saison 2001 beendete Luboš Kubík seine Karriere. 2002 arbeitete er kurzzeitig als Manager für den SK Hradec Králové. 2005 kandidierte er für den Posten des zweiten Vorsitzenden des Tschechischen Fußballverbands. 2005/06 spielte er in einigen Partien für den unterklassigen Verein Sokol Živanice. Im Sommer 2006 wurde er Trainer beim polnischen Zweitligisten Śląsk Wrocław, von diesem Posten trat er im Oktober 2006 zurück. Ende November 2006 wurde er Trainer beim englischen Viertligist Torquay United, den er allerdings schon im Februar 2007 wieder verließ. Im April 2010 wurde Kubík Co-Trainer bei der Fußballnationalmannschaft der Vereinigten Staaten.